# Ctenoplusia rubronitens
Ctenoplusia rubronitens är en fjärilsart som beskrevs av Claude Dufay 1972. Ctenoplusia rubronitens ingår i släktet Ctenoplusia och familjen nattflyn. Inga underarter finns listade i Catalogue of Life.